# Championnats du monde de lutte 2023
Navigation
Édition précédente Édition suivante
Les Championnats du monde de lutte 2023 ont lieu du 16 au 24 septembre 2023 à Belgrade, en Serbie pour la deuxième année consécutive après l'édition 2022.
Les athlètes ont la possibilité de décrocher 90 quotas pour les Jeux Olympiques de Paris 2024 : les quatre médaillés sont qualifiés ainsi que le vainqueur du match pour la cinquième place.

## Tableau des médailles
- Pays organisateur (Serbie)

| Rang  | Nation                       | Or | Argent | Bronze | Total |
| ----- | ---------------------------- | -- | ------ | ------ | ----- |
| 1     | Japon                        | 6  | 3      | 3      | 12    |
| 2     | États-Unis                   | 4  | 3      | 7      | 14    |
| 3     | Kirghizistan                 | 3  | 1      | 1      | 5     |
| 4     | Azerbaïdjan                  | 2  | 5      | 0      | 7     |
| 5     | Iran                         | 2  | 3      | 4      | 9     |
| –     | Athlètes Individuels Neutres | 2  | 2      | 2      | 6     |
| 6     | Turquie                      | 2  | 1      | 4      | 7     |
| 7     | Hongrie                      | 2  | 1      | 0      | 3     |
| 8     | Cuba                         | 2  | 0      | 1      | 3     |
| 9     | Géorgie                      | 1  | 3      | 2      | 6     |
| 10    | Serbie                       | 1  | 0      | 4      | 5     |
| 11    | Chine                        | 1  | 0      | 3      | 4     |
| 12    | Kazakhstan                   | 1  | 0      | 2      | 3     |
| 13    | France                       | 1  | 0      | 1      | 2     |
| 14    | Bahreïn                      | 1  | 0      | 0      | 1     |
| 15    | Mongolie                     | 0  | 3      | 0      | 3     |
| 16    | Arménie                      | 0  | 1      | 4      | 5     |
| 16    | Ukraine                      | 0  | 1      | 4      | 5     |
| 18    | Moldavie                     | 0  | 1      | 2      | 3     |
| 19    | Porto Rico                   | 0  | 1      | 0      | 1     |
| 20    | Bulgarie                     | 0  | 0      | 3      | 3     |
| 21    | Norvège                      | 0  | 0      | 2      | 2     |
| 21    | Ouzbékistan                  | 0  | 0      | 2      | 2     |
| 23    | Albanie                      | 0  | 0      | 1      | 1     |
| 23    | Allemagne                    | 0  | 0      | 1      | 1     |
| 23    | Colombie                     | 0  | 0      | 1      | 1     |
| 23    | Égypte                       | 0  | 0      | 1      | 1     |
| 23    | Équateur                     | 0  | 0      | 1      | 1     |
| 23    | Nigeria                      | 0  | 0      | 1      | 1     |
| 23    | Saint-Marin                  | 0  | 0      | 1      | 1     |
| 23    | Tchéquie                     | 0  | 0      | 1      | 1     |
| 23    | UWW                          | 0  | 0      | 1      | 1     |
| Total | Total                        | 31 | 29     | 60     | 120   |

## Classement par équipe
| Classement | Lutte libre hommes | Lutte libre hommes | Lutte gréco-romaine hommes | Lutte gréco-romaine hommes | Lutte libre femmes | Lutte libre femmes |
| Classement | Équipe             | Points             | Équipe                     | Points                     | Équipe             | Points             |
| ---------- | ------------------ | ------------------ | -------------------------- | -------------------------- | ------------------ | ------------------ |
| 1          | États-Unis         | 148                | Azerbaïdjan                | 120                        | Japon              | 195                |
| 2          | Iran               | 110                | Iran                       | 102                        | États-Unis         | 135                |
| 3          | Géorgie            | 80                 | Turquie                    | 93                         | Mongolie           | 80                 |
| 4          | Kazakhstan         | 74                 | Cuba                       | 73                         | Chine              | 65                 |
| 5          | Azerbaïdjan        | 66                 | Arménie                    | 65                         | Ukraine            | 59                 |
| 6          | Japon              | 61                 | Kirghizistan               | 60                         | Moldavie           | 58                 |
| 7          | Arménie            | 49                 | Géorgie                    | 59                         | Turquie            | 55                 |
| 8          | Turquie            | 42                 | Hongrie                    | 52                         | Kirghizistan       | 47                 |
| 9          | Serbie             | 40                 | Ouzbékistan                | 52                         | UWW                | 39                 |
| 10         | Hongrie            | 37                 | Serbie                     | 49                         | Allemagne          | 35                 |

## Résultats
- Catégories non-olympiques

### Lutte libre hommes
| Catégorie | Or                 | Argent                | Bronze                   |
| --------- | ------------------ | --------------------- | ------------------------ |
| 57 kg     | Stevan Mićić       | Rei Higuchi           | Arsen Harutyunyan        |
| 57 kg     | Stevan Mićić       | Rei Higuchi           | Zelimkhan Abakarov       |
| 61 kg     | Vito Arujau        | Abasgadzhi Magomedov  | Taiyrbek Zhumashbek Uulu |
| 61 kg     | Vito Arujau        | Abasgadzhi Magomedov  | Shota Phartenadze        |
| 65 kg     | Iszmail Muszukajev | Sebastian Rivera      | Shamil Mamedov           |
| 65 kg     | Iszmail Muszukajev | Sebastian Rivera      | Vazgen Tevanyan          |
| 70 kg     | Zain Retherford    | Amir Mohammad Yazdani | Ramazan Ramazanov        |
| 70 kg     | Zain Retherford    | Amir Mohammad Yazdani | Arman Andreasyan         |
| 74 kg     | Zaurbek Sidakov    | Kyle Dake             | Khetag Tsabolov          |
| 74 kg     | Zaurbek Sidakov    | Kyle Dake             | Daichi Takatani          |
| 79 kg     | Akhmed Usmanov     | Vladimeri Gamkrelidze | Mohammad Nokhodi         |
| 79 kg     | Akhmed Usmanov     | Vladimeri Gamkrelidze | Vasyl Mykhailov          |
| 86 kg     | David Taylor       | Hassan Yazdani        | Myles Amine              |
| 86 kg     | David Taylor       | Hassan Yazdani        | Azamat Dauletbekov       |
| 92 kg     | Rizabek Aitmukhan  | Osman Nurmagomedov    | Feyzullah Aktürk         |
| 92 kg     | Rizabek Aitmukhan  | Osman Nurmagomedov    | Zahid Valencia           |
| 97 kg     | Akhmed Tazhudinov  | Magomedkhan Magomedov | Kyle Snyder              |
| 97 kg     | Akhmed Tazhudinov  | Magomedkhan Magomedov | Givi Matcharashvili      |
| 125 kg    | Amir Hossein Zare  | Geno Petriashvili     | Taha Akgül               |
| 125 kg    | Amir Hossein Zare  | Geno Petriashvili     | Mason Parris             |

### Lutte gréco-romaine hommes
| Catégorie | Or                     | Argent             | Bronze               |
| --------- | ---------------------- | ------------------ | -------------------- |
| 55 kg     | Eldaniz Azizli         | Nugzari Tsurtsumia | Pouya Dadmarz        |
| 55 kg     | Eldaniz Azizli         | Nugzari Tsurtsumia | Jasurbek Ortikboev   |
| 60 kg     | Zholaman Sharshenbekov | Kenichiro Fumita   | Cao Liguo            |
| 60 kg     | Zholaman Sharshenbekov | Kenichiro Fumita   | Islomjon Bakhromov   |
| 63 kg     | Leri Abuladze          | Murad Mammadov     | Enes Başar           |
| 63 kg     | Leri Abuladze          | Murad Mammadov     | Georgii Tibilov      |
| 67 kg     | Luis Orta              | Hasrat Djafarov    | Mate Nemeš           |
| 67 kg     | Luis Orta              | Hasrat Djafarov    | Mohammad Reza Geraei |
| 72 kg     | Ibrahim Ghanem         | Róbert Fritsch     | Selçuk Can           |
| 72 kg     | Ibrahim Ghanem         | Róbert Fritsch     | Ali Arsalan          |
| 77 kg     | Akzhol Makhmudov       | Sanan Suleymanov   | Malkhas Amoyan       |
| 77 kg     | Akzhol Makhmudov       | Sanan Suleymanov   | Nao Kusaka           |
| 82 kg     | Rafig Huseynov         | Alireza Mohmadi    | Yaroslav Filchakov   |
| 82 kg     | Rafig Huseynov         | Alireza Mohmadi    | Aues Gonibov         |
| 87 kg     | Ali Cengiz             | n/a                | Zhan Beleniuk        |
| 87 kg     | Dávid Losonczi         | n/a                | Semen Novikov        |
| 97 kg     | Gabriel Rosillo        | Artur Aleksanyan   | Artur Omarov         |
| 97 kg     | Gabriel Rosillo        | Artur Aleksanyan   | Mohammad Hadi Saravi |
| 130 kg    | Amin Mirzazadeh        | Rıza Kayaalp       | Abdellatif Mohamed   |
| 130 kg    | Amin Mirzazadeh        | Rıza Kayaalp       | Óscar Pino           |

### Lutte libre femmes
| Catégorie | Or                 | Argent                  | Bronze               |
| --------- | ------------------ | ----------------------- | -------------------- |
| 50 kg     | Yui Susaki         | Dolgorjavyn Otgonjargal | Feng Ziqi            |
| 50 kg     | Yui Susaki         | Dolgorjavyn Otgonjargal | Sarah Hildebrandt    |
| 53 kg     | Akari Fujinami     | Vanesa Kaladzinskaya    | Lucía Yépez          |
| 53 kg     | Akari Fujinami     | Vanesa Kaladzinskaya    | Antim Panghal        |
| 55 kg     | Haruna Okuno       | Jacarra Winchester      | Mariana Drăguțan     |
| 55 kg     | Haruna Okuno       | Jacarra Winchester      | Anastasia Blayvas    |
| 57 kg     | Tsugumi Sakurai    | Anastasia Nichita       | Odunayo Adekuoroye   |
| 57 kg     | Tsugumi Sakurai    | Anastasia Nichita       | Helen Maroulis       |
| 59 kg     | Zhang Qi           | Yuliya Tkach            | Jennifer Rogers      |
| 59 kg     | Zhang Qi           | Yuliya Tkach            | Othelie Høie         |
| 62 kg     | Aisuluu Tynybekova | Sakura Motoki           | Grace Bullen         |
| 62 kg     | Aisuluu Tynybekova | Sakura Motoki           | Iryna Koliadenko     |
| 65 kg     | Nonoka Ozaki       | Macey Kilty             | Mimi Hristova        |
| 65 kg     | Nonoka Ozaki       | Macey Kilty             | Lili Lili            |
| 68 kg     | Buse Tosun         | Enkhsaikhany Delgermaa  | Koumba Larroque      |
| 68 kg     | Buse Tosun         | Enkhsaikhany Delgermaa  | Irina Rîngaci        |
| 72 kg     | Amit Elor          | Enkh-Amaryn Davaanasan  | Zhamila Bakbergenova |
| 72 kg     | Amit Elor          | Enkh-Amaryn Davaanasan  | Miwa Morikawa        |
| 76 kg     | Yuka Kagami        | Aiperi Medet Kyzy       | Tatiana Rentería     |
| 76 kg     | Yuka Kagami        | Aiperi Medet Kyzy       | Adeline Gray         |